# Eliyahu Bakshi-Doron

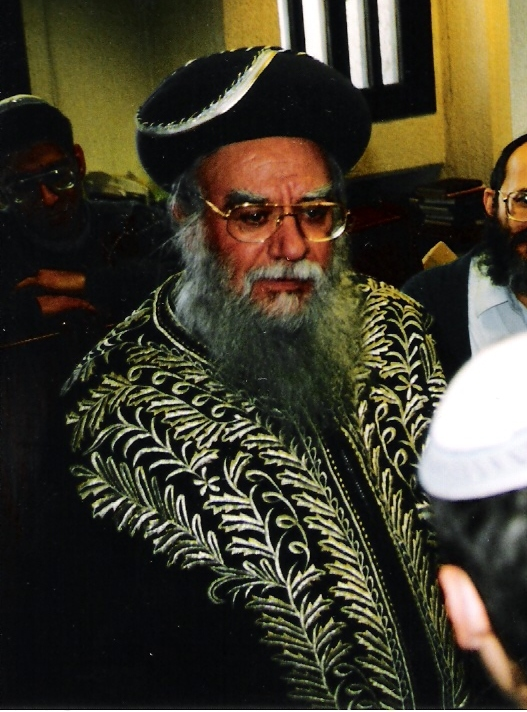
Eliyahu Bakshi-Doron (2007)

Eliyahu Bakshi-Doron (* 1941 in Jerusalem, Völkerbundsmandat für Palästina; † 12. April 2020 in Jerusalem, Israel) war von 1993 bis 2003 sephardischer Oberrabbiner in Israel (Rischon leZion).

## Leben
Bakshi-Doron wurde 1993 der Nachfolger von Mordechai Elijahu als Oberhaupt der Sephardim in Israel. Zuvor war er Gemeinderabbiner in Bat Yam und danach Oberrabbiner in Haifa gewesen. 2003 sprach er sich bei seiner Verabschiedung aus dem Amt als sephardischer Oberrabbiner für eine Trennung von Religion und Politik aus. Nur so könnte das Rabbinat künftig als unabhängige Institution und ohne politische Abhängigkeiten selbstständig fungieren. Sein Nachfolger in diesem Amt wurde Shlomo Amar.
2012 wurde er angeklagt in einen Betrugsfall verwickelt zu sein, bei dem in seiner Amtszeit als sephardischer Oberrabbiner in Israel über 1000 Rabbinerzertifikate unberechtigter Weise an Angestellte der Polizei- und Sicherheitskräfte ausgestellt wurden. Dies ermöglichte den betroffenen Zertifikatsinhabern den Erhalt von monatlichen Bonuszahlungen zwischen 2000 und 4000 Schekel und kostete den israelischen Staat insgesamt mehrere 100 Millionen Schekel. Dies war die erste Anklage eines Oberhauptes des israelischen Großrabbinats in der Geschichte des israelischen Staates. 2017 erfolgte seine Verurteilung zu einer Bewährungs- sowie Geldstrafe von 250.000 Schekel.
Am Abend des 12. April 2020 starb er während der COVID-19-Pandemie in Israel. Bakshi-Doron war fünf Tage zuvor in ein Krankenhaus in Jerusalem eingeliefert worden, nachdem er Symptome der Erkrankung gezeigt hatte. Am Morgen des 13. April wurde er auf dem Jerusalemer Friedhof Har HaMenuchot beigesetzt.
Bakshi-Doron war verheiratet mit Esther Lopes (1940–2005), der Tochter von Shalom Lopes, dem Oberrabbiner von Akkon. Aus der Ehe gingen zehn Kinder hervor.